# 현장기록 형사
현장기록 형사(現場記錄 刑事)는 2005년 10월 26일부터 2007년 1월 31일까지 MBC에서 방송되었던 수사실화극이다.

## 출연배우
- 강민석
- 고송아
- 공재원
- 곽영재
- 권영경
- 권태원
- 구중림
- 김경란
- 김광인
- 김기준
- 김민진
- 김선은
- 김유라
- 김영민
- 김정국
- 김주호
- 김태강
- 김태영
- 김태정
- 김태종
- 김태형
- 김하영
- 김희라
- 문경희
- 민지영
- 박서준
- 박재현
- 박칠용
- 변신호
- 봉두개
- 서호철
- 성우진
- 소재익
- 손영순
- 손윤상
- 신신범
- 신종훈
- 여재구
- 유인석
- 유재현
- 이경영
- 이경철
- 이미숙
- 이성호
- 이수완
- 이승찬
- 이승훈
- 이영실
- 이의선
- 이원석
- 이원재
- 이원종
- 이연선
- 이용진
- 이정길
- 이정성
- 이준우
- 이현실
- 정국빈
- 정종현
- 조문홍
- 조선옥
- 주효만
- 최성웅
- 최윤준
- 최은석
- 한춘일
- 현영임
- 홍승모
- 홍승범

## 논란
민언련 주부 모니터분과 선정 2006년 1월부터 3월까지 '불쾌방송'에 선정되는 불명예를 안았다.

## 같이 보기
- 경찰청 사람들
- 범죄의 재구성 (텔레비전 프로그램)